# Lampadina

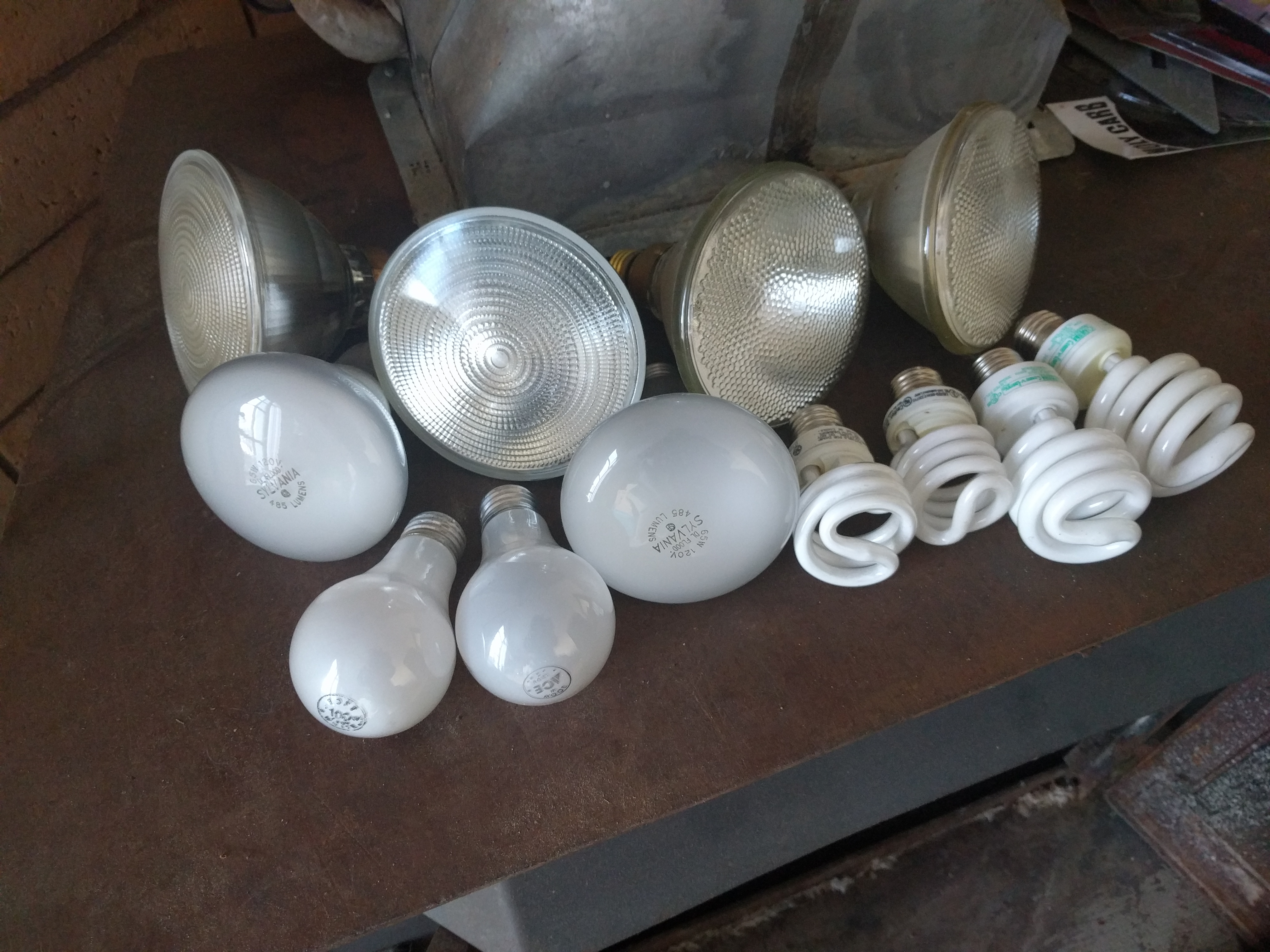
Alcune varietà di lampadine

La lampadina è un componente elettrico  che converte l'energia elettrica in energia luminosa. A questo scopo si possono utilizzare differenti tecnologie e avere diversi possibili usi.

## Cronologia storica
Di seguito, i principali avvenimenti:
- 1802: Humphrey Davy dimostra il funzionamento della lampada ad arco in aria atmosferica;
- 1835: James Bowman Lindsay mostra un sistema di illuminazione con lampada a incandescenza;
- 1841: a Parigi vengono installate lampade ad arco sperimentali per l'illuminazione pubblica;
- 1856: il soffiatore di vetro Heinrich Geissler realizza il primo arco elettrico all'interno di un tubo;
- 1867: Antoine Henri Becquerel propone il primo esempio di lampada fluorescente;
- 1875: Henry Woodward brevetta la lampadina elettrica;
- 1876: Pavel Jabločkov, a Parigi, inventa la candela Yablochkov, la prima lampada ad arco con elettrodi in carbonio: verticali e paralleli, gli elettrodi erano collegati a ponte da una strisciolina di grafite che li sormontava e ne consentiva l'accensione;[1] di pratico utilizzo, si avvantaggiava dell'uso di corrente alternata, che garantiva l'uniforme usura degli elettrodi.[1] L'invenzione, che rese più economico il costo dell'illuminazione elettrica, si diffuse in Francia e in Gran Bretagna a partire dal 1887 e fu utilizzata per l'illuminazione pubblica a Parigi;
- 1879: Alessandro Cruto, ricercatore di Piossasco (TO), stimolato da una serie di conferenze tenute da Galileo Ferraris, si dedica alla realizzazione di un filamento per lampadine a incandescenza, riuscendo, unico fra gli sperimentatori, a produrne uno con coefficiente positivo (resistenza elettrica che aumenta con l'aumentare della temperatura), utilizzando un filamento di carbonio immerso in un'atmosfera di etilene. Questo permetteva alla lampadina di brillare per ben 500 ore rispetto alle 40 raggiunte dai prototipi di Thomas Edison presentati 6 mesi prima. La grande conoscenza del carbonio da parte di Cruto era dovuta ai suoi anni di sperimentazione nel tentativo di creare diamanti sintetici. Pur avendo realizzato un filamento in grado di superare quello degli statunitensi, Cruto non fu in grado di brevettare l'invenzione su scala mondiale, per la mancanza di finanziatori.
- 1881: Lewis Latimer brevetta la lampadina elettrica (electric lamp);
- 1882: Lewis Latimer brevetta un supporto globale per lampadine elettriche;[2]
- 1890: Alexander Lodygin brevetta l'uso del filamento di tungsteno nelle lampade a incandescenza;
- 1893: Nikola Tesla sviluppa lampade a scarica a induzione, senza elettrodi, alimentate ad alta frequenza, e le usa per illuminare il proprio laboratorio;
- 1894: Daniel McFarlan Moore inventa il tubo di Moore, precursore delle attuali lampade a scarica;
- 1894: Arturo Malignani brevetta un sistema per creare il vuoto nel bulbo della lampada e la veloce (e meno nociva per i lavoratori) produzione in serie di lampadine;
- 1901: Peter Cooper Hewitt sviluppa la lampada a scarica a vapori di mercurio;
- 1903: William David Coolidge introduce commercialmente l'uso del filamento di tungsteno, che nelle versioni a semplice e poi a doppia spiralizzazione, è giunto fino ai giorni nostri, superando il secolo di vita;
- 1910: Lewis Latimer sviluppa un nuovo metodo per la produzione di filamenti di carbonio per le lampade a incandescenza che permette di avere lampade con durata maggiore;
- 1911: Georges Claude realizza la lampada al neon;
- 1924: Si costituisce il cartello Phoebus, il primo cartello di società costruttrici di lampadine;
- 1926: Edmund Germer brevetta la lampada fluorescente, che sarà commercializzata a partire dal 1938 nelle versioni a tubo dritto o anulare con circuito di accensione e stabilizzazione (ballast) esterno, e comparirà in versione compatta con attacco E27 e ballast elettronico incorporato nel 1978 (le attuali lampadine cosiddette a basso consumo);
- 1962: Nick Holonyak Jr. brevetta il primo semiconduttore fotoemittente LED a luce visibile, che viene commercializzato 6 anni più tardi nella versione microlampada di colore rosso con reofori a saldare per circuito stampato. Lungo i successivi 30 anni diverranno man mano disponibili LED di tutte le colorazioni, sconfinando oltre il visibile nei campi IR e UV, mentre a partire dal 2000 saranno disponibili LED bianchi a media e alta intensità luminosa, proposti come sostitutivi a basso consumo delle lampade a incandescenza;
- Settembre 2009: l'Unione europea mette al bando la produzione di lampadine a incandescenza pari o superiori a 100 W e di tutte quelle a bulbo smerigliato, a vantaggio di quelle a basso consumo;

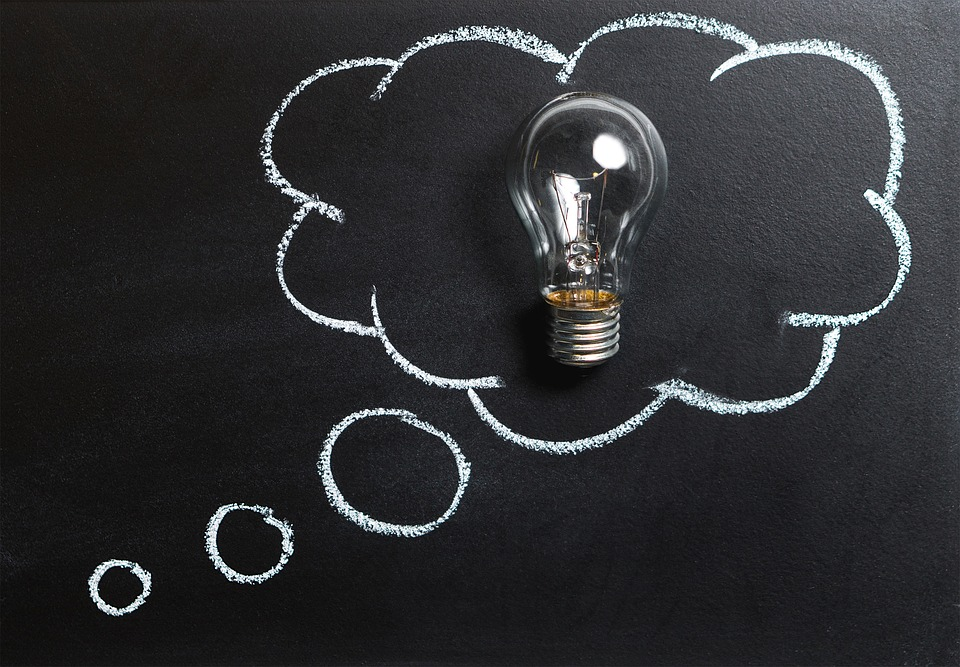
Lampadina

- Settembre 2010: l'Unione europea mette al bando la produzione di lampadine a incandescenza di potenza pari o superiore a 75 W;
- Settembre 2011: l'Unione europea mette al bando la produzione di lampadine a incandescenza di potenza pari o superiore a 60 W;
- Settembre 2012: l'Unione europea mette al bando la produzione di tutte le lampadine a incandescenza per illuminazione domestica, che saranno sostituite principalmente da quelle a basso consumo e in misura minore da quelle a raggruppamento di LED e quelle alogene tutto vetro, tutte comunque con potenze, formati e attacchi retro compatibili con le classiche lampade a incandescenza;
- Settembre 2018: l'Unione europea mette al bando la produzione delle lampadine alogene tradizionali con classe energetica inferiore a B, che verranno sostituite dalle meno energivore lampade a LED.[3]

## Misure
Principalmente una lampadina viene classificata attraverso i suoi due parametri più importanti:
- Tensione di alimentazione (indicata in V = volt).
- Potenza assorbita dalla rete (indicata in W = watt).

La potenza non è un indice diretto del flusso luminoso prodotto da essa (misurato in lumen), poiché quest'ultimo è determinato anche dall'efficienza luminosa dell'apparato stesso, ovvero dal rapporto tra l'energia luminosa visibile emessa e l'energia elettrica assorbita. L'energia perduta è pertanto quella parte di energia consumata che non serve alla produzione di luce visibile.
La potenza è legata, tramite la legge di Ohm, all'intensità di corrente (indicata in A = ampere).
Nella maggioranza dei casi questa energia perduta è dissipata sotto forma di calore oppure, in misura meno significativa, sotto forma di luce emessa in zone dello spettro elettromagnetico che non sono percepibili dall'occhio umano: infrarosso e ultravioletto.
Una lampadina viene anche catalogata attraverso la forma del suo bulbo:
- Goccia (la forma più comune).
- Oliva.
- Tortiglione.
- Sfera.
- Peretta.
- Fiamma.
- Tubolare.
- Ellissoidale.

Un altro elemento specifico di una lampadina è dato dalla tonalità della luce che emette, che può essere più calda o più fredda. Normalmente si definisce questo parametro come temperatura di colore, ovvero la tonalità che avrebbe la luce emessa da un corpo nero ideale, riscaldato alla temperatura data e il cui valore è espresso in kelvin. È da sottolineare che contrariamente a quanto si sarebbe portati a pensare, quando si parla di luce calda, si intende una luce tendente verso la parte rossa dello spettro luminoso e quindi emessa da un corpo a temperatura di colore più bassa. Il ragionamento è esattamente l'opposto se parliamo di luce "fredda", cioè tendente verso il blu. La luce "naturale" o "neutra" corrisponde al bianco emesso da una lampadina a circa 4000K.

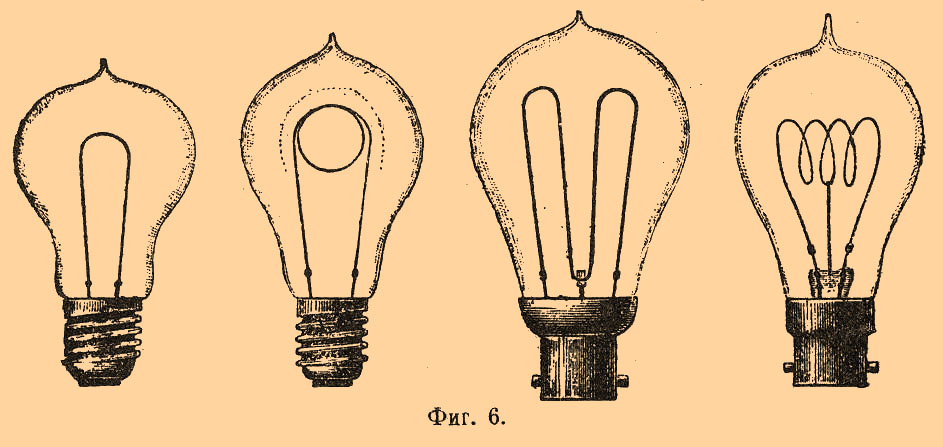
Le due lampade di destra sono a incandescenza, con viròla a baionetta

Una caratteristica importante da considerare è costituita dalla tipologia di attacco della lampadina, che si chiama viròla e che può distinguersi in vari standard per forma e misura:
- a Vite: di forma cilindrica filettata, più comune nell'Europa continentale, convenzionalmente dette viròla tipo E27 o E14 (la E è l'iniziale di Edison, il numero indica il diametro espresso in millimetri). Esistono anche virole di diametro maggiore, per illuminazione stradale (attacco Goliath) o minore, per torce tascabili (attacco Lilliput);
- a Baionetta: di forma cilindrica senza filettatura, con diametro di 22 mm, più comune in Gran Bretagna e in alcune zone della Francia, viene detta viròla del tipo B22 (nel caso di baionetta standard da 22 mm); esistono altri tipi di baionetta di diametro inferiore per spie da pannello, fari automobilistici, ecc.;
- Tuttovetro (o Glassocket): il corpo della viròla è costituito dal prolungamento estruso del vetro del bulbo della lampadina stessa, formando un tutt'uno con essa. Sulla sua superficie si trovano i contatti necessari all'alimentazione del filamento. Viene detta viròla del tipo Tnn, dove al posto di nn deve intendersi scritta e pronunciata la cifra indicante la dimensione dell'attacco in millimetri;
- Bipin o bi-pin: lampadina in cui, al posto della viròla, i fili di contatto escono rettilinei e paralleli direttamente dal bulbo, similmente ai piedini di una valvola termoionica, particolarmente usata per faretti alogeni o lampade da proiettori;
- Siluro (o faston): lampadina dal bulbo a forma rettilinea, cilindrica e provvista di una doppia viròla conica, una per estremità del cilindro.

### Angolo del fascio luminoso
L'angolo del fascio luminoso di una lampadina è la misura dell'ampiezza dell'area illuminata; si esprime in gradi rilevati al centro del corpo illuminante. In pratica, questa caratteristica determina il cono di luce generato e, di conseguenza, di quanto sia più o meno concentrato il fascio. Ad esempio, una lampadina con un angolo di 30° crea un fascio stretto e direzionato, mentre una con un angolo di 120° illumina un'area più ampia. Una lampadina da 180° forma un cono piuttosto largo mentre una da 360° sviluppa una sfera luminosa (cioè il fascio è irradadiato in ogni direzione). Forma della lampadina nonché eventuale incorporazione di lenti e riflettori influenzano l'angolo del fascio luminoso. 
Solitamente sono espressi due angoli: l'angolo del fascio principale (l’angolo in cui l’intensità luminosa scende al 50% del valore massimo lungo l’asse centrale) e un altro, maggiore e con etichetta "lumen”, che indica la distribuzione totale della luce percepibile.

## Tipi degli attacchi
(generalmente le cifre nelle sigle indicano il diametro in millimetri o la distanza fra i terminali)

### A baionetta (B)
| nome     | note               |
| -------- | ------------------ |
| Ba5s     | (singolo contatto) |
| Ba7s     | (singolo contatto) |
| Ba9s     | (singolo contatto) |
| Ba10s    | (singolo contatto) |
| Ba15d/19 | (doppio contatto)  |
| Ba15s    | (singolo contatto) |
| Ba20d    | (doppio contatto)  |
| Ba20s    | (singolo contatto) |
| Ba22d    | (doppio contatto)  |
| BaX15d   | (doppio contatto)  |
| BaX10s   | (singolo contatto) |
| BaX10d   | (doppio contatto)  |
| BaY15d   | (doppio contatto)  |

### Siluro (C)
| nome | note  |
| ---- | ----- |
| C31  | 31 mm |
| C36  | 36 mm |
| C39  | 39 mm |
| C41  | 41 mm |

### A vite (E)
| nome   | note       |
| ------ | ---------- |
| E5/8   | "Lilliput" |
| E10    | "Nano"     |
| E12    | (110 V)    |
| E14    | "Mignon"   |
| E14/25 |            |
| E16    |            |
| E17    | (110 V)    |
| E26    | (110 V)    |
| E27    | "Edison"   |
| E40/45 | "Goliath"  |

### A innesto (G)
| nome    | note                       |
| ------- | -------------------------- |
| G4      | (pin sottili)              |
| G5.3    | (pin sottili)              |
| G9      | (pin tozzi)                |
| G17q    | (spinotti)                 |
| G23     | (pin sottili distanziati)  |
| G24d    | (pin sottili distanziati)  |
| G40     | (prefocus)                 |
| G53     | (lamelle)                  |
| GR10Q   | (4 pin)                    |
| GRY10Q3 | (4 pin)                    |
| GU5.3   | (pin a chiodo distanziati) |
| GU10    | (pin a chiodo)             |
| GX5.3   | (pin corte)                |
| GX6.35  | (pin sottili)              |
| GX53    | (pin a chiodo distanziati) |
| GY6.35  | (pin sottili)              |
| GY9.5   | (pin disuguali)            |
| GZ10    | (pin a chiodo)             |

### Subminiatura (M)
| nome      | note |
| --------- | ---- |
| MF/USA    |      |
| MF/t 3/4  |      |
| MF/T1 3/4 |      |
| MG/T1 3/4 |      |

### Automobilistici (P)
| nome      | note               |
| --------- | ------------------ |
| P9s       | (singolo contatto) |
| P13.5s    | (singolo contatto) |
| P14.5s    | (singolo contatto) |
| P15s      | (singolo contatto) |
| P15d      | (doppio contatto)  |
| P22d      | (doppio contatto)  |
| P22s      | (singolo contatto) |
| P26s      | (singolo contatto) |
| P28s      | (singolo contatto) |
| P30d      | (doppio contatto)  |
| P30s      | (singolo contatto) |
| P40s      | (singolo contatto) |
| P43-t     |                    |
| P45 t-41  | (doppio contatto)  |
| PG22-6.35 |                    |
| PK22s     | (singolo contatto) |
| PX22d     | (doppio contatto)  |
| PX28s     | (singolo contatto) |
| PY20s     | (singolo contatto) |
| PY21      | (Y=yellow/giallo)  |
| PY40s     | (singolo contatto) |

### Lineari (R)
| nome         | note |
| ------------ | ---- |
| R7S (78 mm)  |      |
| R7S (93 mm)  |      |
| R7S (118 mm) |      |

### Tubolari (T)
| nome | note     |
| ---- | -------- |
| T4   | ⌀12,5 mm |
| T5   | ⌀16 mm   |
| T8   | ⌀26 mm   |
| T9   | ⌀29 mm   |
| T10  | ⌀32 mm   |
| T12  | ⌀38 mm   |

### Tutto-vetro (W)
| nome | note   |
| ---- | ------ |
| W5   | ⌀5 mm  |
| W10  | ⌀10 mm |

## Tecnologie

Resa spettrale delle diverse tecnologie (fluorescenza, LED a luce fredda, lampadina a incandescenza alogena, LED a luce calda, lampadina a incandescenza), messa in confronto con lo spettro del Sole

Esistono lampadine basate su tecnologie molto diverse tra loro:

### Ad arco

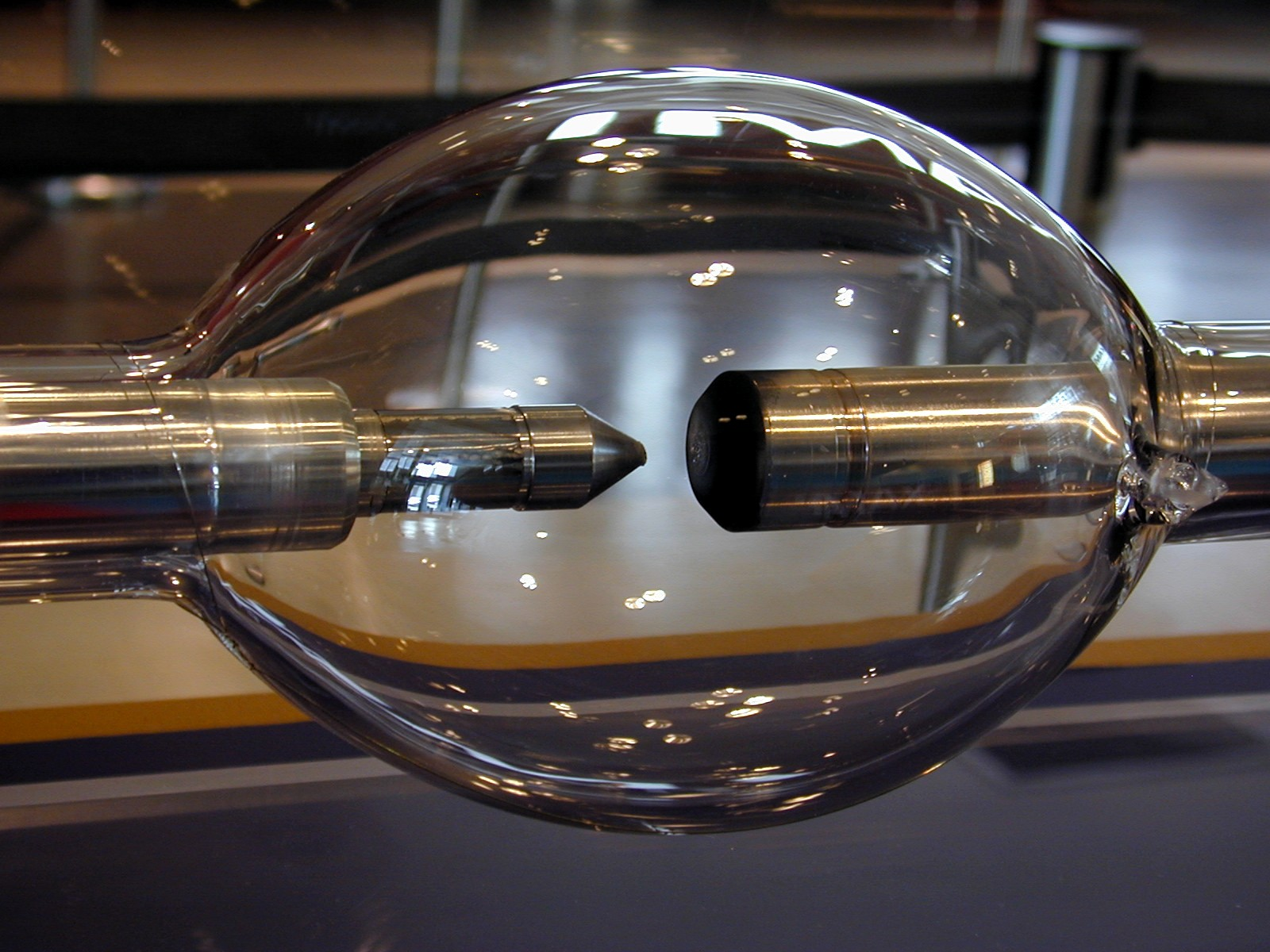
Lampada allo xeno

Queste lampade sono state le prime a essere inventate e il loro principio di funzionamento si basa sulla creazione di un arco elettrico, il quale genera un forte flusso luminoso con spettro simile a quello della luce solare. Originariamente per poter generare l'arco in atmosfera d'aria, necessitava un'elevata tensione ed elettrodi di grafite che, consumandosi per ossidazione e sublimazione, dovevano essere continuamente accostati da un dispositivo a orologeria, per far sì che l'arco non si estinguesse.
Questa tecnologia venne quasi abbandonata a causa della sua farraginosità o rimase con applicazioni ridotte (tipicamente proiettori cinematografici), finché non venne reintrodotta grazie allo sviluppo delle lampadine allo xeno in cui il gas nobile inserito in un'ampolla di vetro, protegge gli elettrodi dalla consunzione (attuali applicazioni: fari di automezzi stradali, flash fotografici, lampade da proiezione moderne).

### Incandescenza
Nella lampada a incandescenza la produzione di luce avviene portando un filamento metallico di tungsteno all'incandescenza, alla temperatura di 2700 K, per effetto Joule. Il filamento di tungsteno è posto in un'ampolla, generalmente di vetro o quarzo, riempita di gas inerti (argon, azoto, ecc.) per evitare l'ossidazione del filamento e limitarne l'evaporazione. Lo spettro di emissione della superficie incandescente del filamento è approssimabile allo spettro di un corpo nero.
Nelle lampadine a incandescenza, soltanto una piccola percentuale, generalmente intorno al 5%, dell'energia che le alimenta viene convertita in luce, il rimanente 95% viene diffuso in forma di calore. L'8 dicembre 2008, la Commissione Europea per l'Energia ha approvato la messa al bando in tutti gli Stati membri delle lampade a incandescenza, secondo un programma di progressiva sostituzione a partire dal settembre 2009, con completamento nel settembre 2013.

#### Alogena
La lampadina alogena è una particolare lampada a incandescenza, nella quale si trova gas alogeno (iodio, a volte bromo) contenuto nel bulbo, per permettere il riscaldamento del filamento da 3 000 a 4 000 K, in modo da aumentare l'efficienza luminosa, e risultante in uno spostamento verso l'alto della temperatura di colore; tale risultato può essere ulteriormente migliorato tramite un trattamento superficiale della lampadina, dove tramite una colorazione azzurrata si sposta la temperatura colore risultante della lampada sui 4 500/5 000 K.
Seguendo quanto già successo con le lampade a incandescenza, dal 1º settembre 2018 non è più possibile produrre o importare negli Stati membri dell'Unione Europea le lampade alogene.

### Scarica

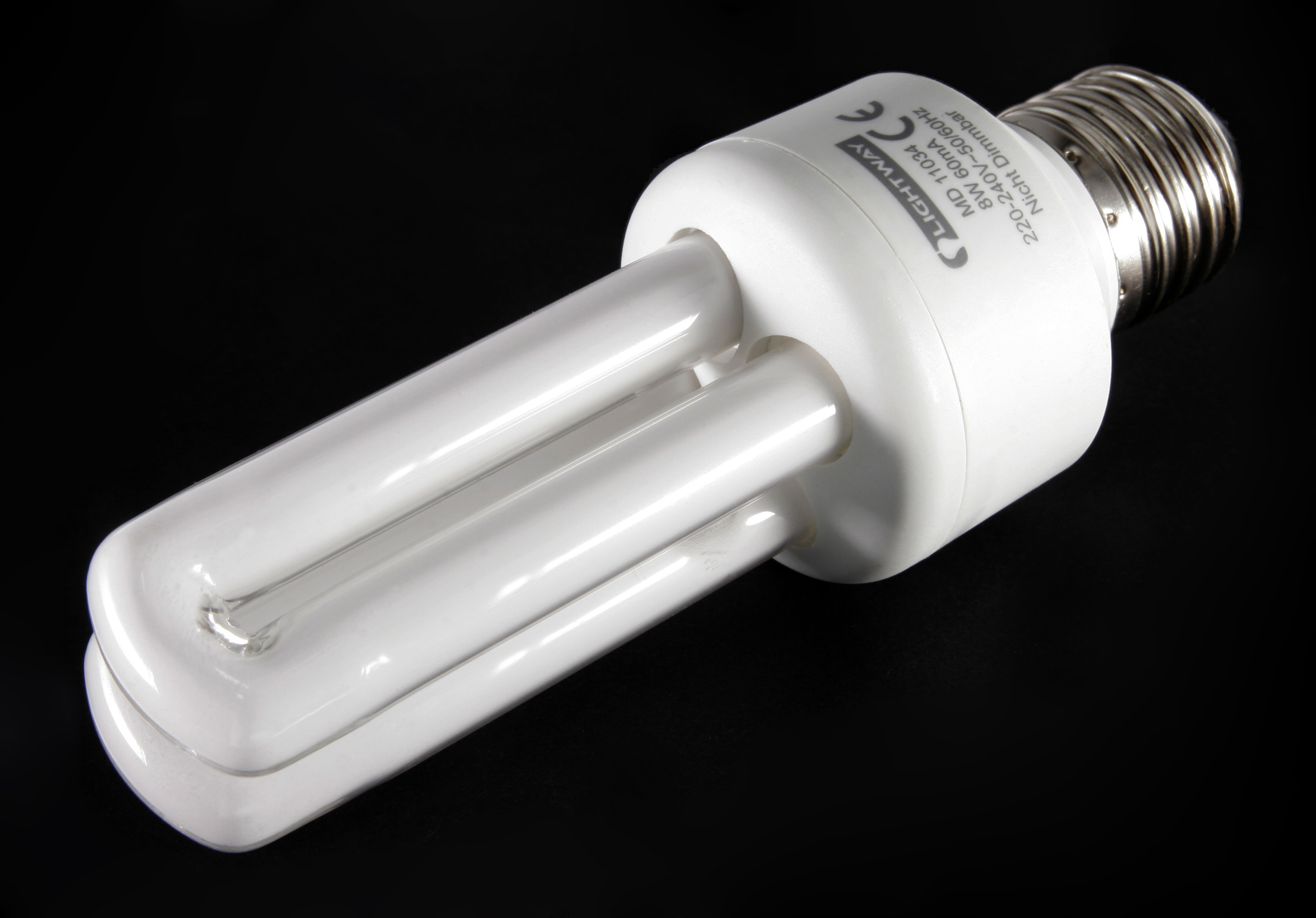
Lampada fluorescente compatta.

Nelle lampade a scarica la luce viene prodotta da un gas ionizzato per effetto di una scarica elettrica. Sono tipicamente costituite da un tubo di vetro o quarzo al cui interno è presente un particolare gas o vapore (es. di sodio o di mercurio), alle cui estremità sono collocati due elettrodi. Una opportuna differenza di potenziale provoca la formazione di un arco di plasma nel gas.
L'emissione avviene in corrispondenza delle righe di assorbimento tipiche del gas impiegato. Per esempio, nelle lampade al sodio a bassa pressione l'emissione è pressoché monocromatica gialla.

#### Fluorescente
Più spesso la luce è prodotta per fluorescenza, come nelle comuni lampade fluorescenti, erroneamente chiamate tubi al neon, anche se il neon in realtà non è alla base del loro funzionamento. In queste lampadine la scarica avviene in vapore di mercurio, prevalentemente nello spettro ultravioletto. Sulla superficie interna del tubo è deposto un materiale fluorescente che assorbe l'energia dei raggi ultravioletti e la riemette nel campo della luce visibile.
La scarica nei gas è stata realizzata prima della lampadina a incandescenza, ma l'applicazione pratica di questo fenomeno fisico nelle lampadine si è avuta solo nella prima metà del XIX secolo. Le lampadine a fluorescenza convertono in luce il 25% dell'energia consumata.

### LED

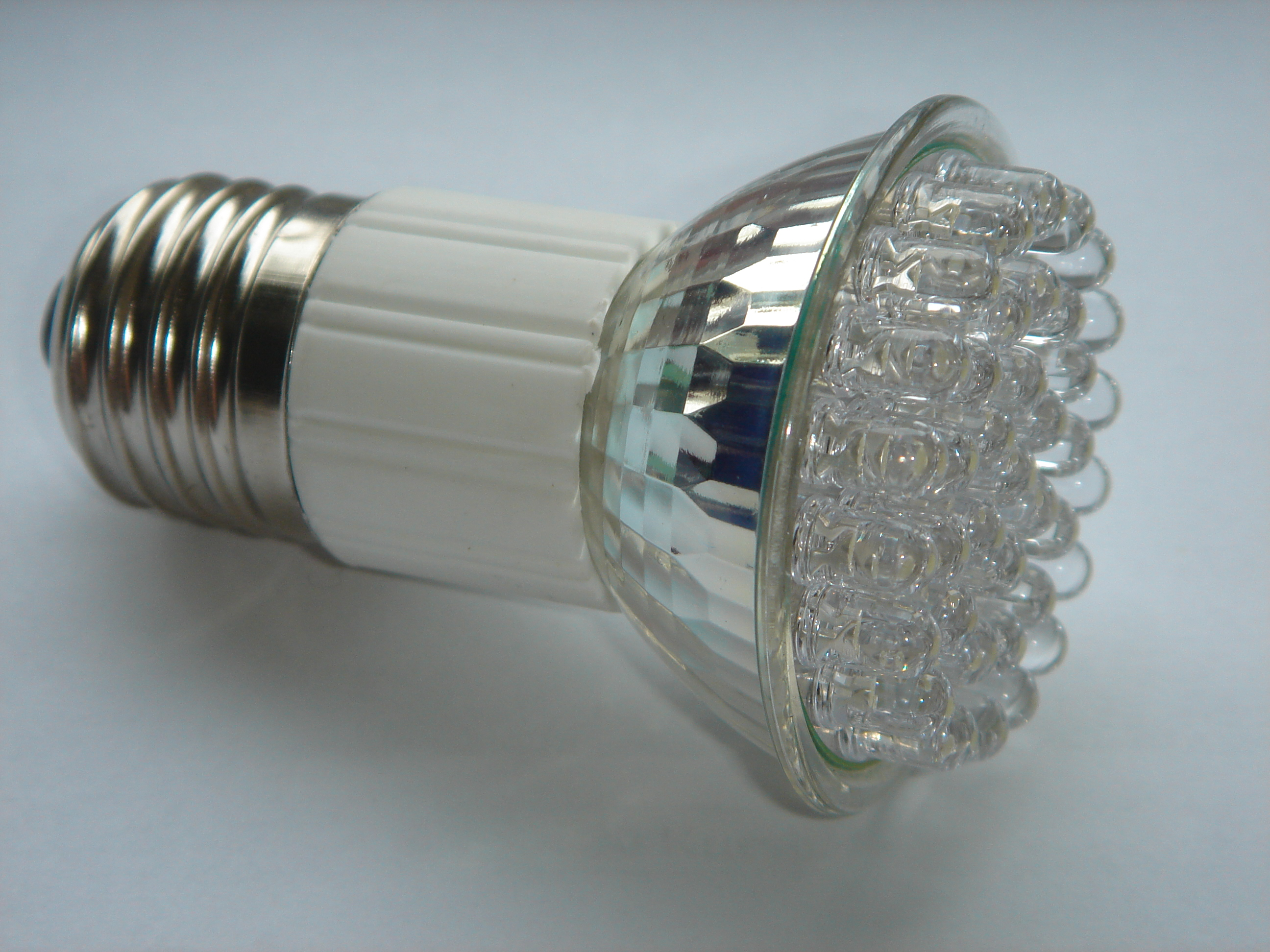
Una delle prime versioni di lampada a LED

Alternative alle lampadine a filamento, sono costituite da uno o più diodi LED, alimentati da un apposito circuito elettronico, il cui scopo è principalmente quello di ridurre la tensione di rete ai pochi volt richiesti dai LED. La luce viene prodotta attraverso un processo fisico nella giunzione del diodo, chiamato "ricombinazione Elettrone-Lacuna" che dà origine all'emissione di fotoni, di colore ben definito dipendente dall'energia liberata nella ricombinazione.
Sono ormai di uso consolidato i LED monocromatici come il rosso, il giallo, il verde e il blu, nonché tutte le loro combinazioni.
Solo successivamente è stato possibile realizzare LED che producessero luce bianca; per esempio, il dispositivo MT-G Easy White, progettato per sostituire i faretti standard MR16 alogeni, è disponibile in 4 tonalità di bianco, con temperature di colore da 2700 a 4000 kelvin, il più recente MK-R, con resa di 200 lumen per watt è disponibile in 6 tonalità di bianco. La luce bianca si può anche ottenere miscelando l'emissione dei led RGB, dispositivi realizzati all'incirca dall'anno 2000, costituiti da tre giunzioni emittenti luce verde, blu e rossa; in questo caso, la luce bianca si ottiene per addizione dei tre colori primari. In alternativa, viene accoppiato un LED blu con uno strato di fosfori che emettono luce gialla e la combinazione dei rispettivi spettri di emissione produce anche in questo caso un effetto di luce bianca.
Desta preoccupazione lo spettro di emissione di alcuni LED (specialmente i più vecchi ed i più economici), eccessivamente sbilanciato verso il blu: studi recenti mostrano effetti biologici causati dall'eccessiva o prolungata esposizione alla luce blu, con effetti temporanei (difficoltà nel prendere sonno) o permanenti (retinopatia fotochimica) nelle fasce maggiormente sensibili della popolazione.
Diversamente dalle lampadine a incandescenza, che terminano la loro vita con la bruciatura del filamento, i LED degradano lentamente, con una perdita della luminosità che scende al 20-30%. Da un punto di vista economico i LED sono più costosi delle lampadine a filamento, ma la durata di funzionamento di un LED, che si aggira intorno alle 60 000 ore, è ben superiore alla vita di una lampadina tradizionale.
Vengono espresse, invece, riserve sulla durata dell'elettronica di alimentazione, inglobata nelle lampadine, necessaria per accendere e comandare il LED: soprattutto nei prodotti più economici, il dimensionamento dei componenti elettronici e la progettazione del corpo della lampada non del tutto adeguata alla dissipazione del calore possono ridurre anche notevolmente la vita utile dell'alimentatore e, quindi, della lampadina.
Dal punto di vista energetico, i LED sono molto più efficienti delle lampadine a filamento, poiché il 50% dell'energia assorbita produce illuminazione e pertanto la quantità di energia sprecata sotto forma di radiazione infrarossa e di calore rilasciato nell'ambiente è molto ridotta rispetto alle tecnologie di illuminazione tradizionali.

#### Lampada con filamenti a LED
Altra tecnologia avanzata è la lampada a filamenti LED, esteticamente simile a quella a incandescenza, ma con filamenti a LED al posto del tungsteno.

#### Il tubo LED
Il tubo LED ha l'aspetto delle lampade fluorescenti, la differenza sta nel fatto che, anziché contenere gas nobili, contiene molti diodi LED.

### Polimeri organici
Questa tecnologia, che nel futuro potrebbe diventare quella predominante, si basa su materiali plastici (polimeri) in grado di emettere luce per elettroluminescenza se attraversati da corrente elettrica. Una classe particolare, ma non l'unica, di questi materiali sono gli OLED. I principali vantaggi risiedono nell'economia di esercizio, nel buon rendimento luminoso e nella possibilità di lavorare i corpi illuminanti in fogli di forma arbitraria. Potrebbero per esempio tappezzare il soffitto o le pareti, generando una luce diffusa di varia tonalità, non abbagliante e senza ombre. 
Con questa tecnologia si riuscirebbe a convertire in luce oltre il 70% dell'energia elettrica che si consuma,  ma al momento l'impianto risulta essere molto più costoso, per lumen emesso, rispetto ad altri sistemi.

## Simbologia
Negli schemi elettrici le lampade sono normalmente rappresentate con dei simboli grafici; ci sono tre tipi principali di simboli, e questi sono:

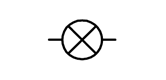
Un cerchio con all'interno una croce; di solito rappresenta una luce spia.
Il cerchio con un dente semisferico, di solito rappresenta una lampada per la diffusione della luce (appunto una lampadina).
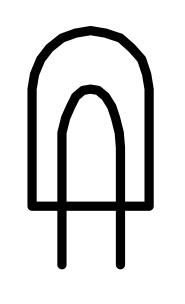
Un'altra variante della lampadina.